# Brštica
Brštica (Servisch: Брштица) is een plaats in de Servische gemeente Krupanj. De plaats telt 1254 inwoners (2002).